# Salix hibernica
Salix hibernica är en videväxtart som beskrevs av Karl Heinz Rechinger. Salix hibernica ingår i släktet viden, och familjen videväxter. Inga underarter finns listade i Catalogue of Life.